# Jacques Fieschi
Pour les articles homonymes, voir Fieschi (homonymie).
Jacques Fieschi, né le 27 août 1948 à Oran en Algérie française, est un critique de cinéma, scénariste, réalisateur et écrivain français.

## Biographie
Après des études de lettres, il est critique de cinéma au cours des années 1970, rédacteur en chef de la revue Cinématographe pendant 10 ans. Il entreprend, à partir de 1984, une carrière de scénariste. À ce titre, il participe à l'écriture des trois derniers films de Claude Sautet et collabore régulièrement avec Nicole Garcia (Le Fils préféré en 1994, Place Vendôme en 1998, L'Adversaire en 2002...) et Xavier Giannoli (L'Apparition en 2018, Illusions perdues, d'après Balzac, en 2021). Ce dernier film permet à Fieschi d'obtenir le César de la meilleure adaptation alors que le film décroche celui du meilleur film.
En 1997, avec Anne Wiazemsky, il adapte Souvenirs avec piscine de Terrence McNally, au Théâtre de l'Atelier à Paris.
Il fait également quelques apparitions en tant qu'acteur et réalise un long métrage, La Californie, sorti en 2006.
Tout en poursuivant son travail de scénariste, il enseigne à la FEMIS.
Il a traduit et adapté pour Nicole Garcia, en 2006, la pièce de Edward Albee La chèvre. Il est l'auteur de trois romans.

## Filmographie

### Scénariste
- 1983 : À nos amours de Maurice Pialat
- 1985 : Police de Maurice Pialat
- 1988 : Quelques jours avec moi de Claude Sautet
- 1989 : Caftan d'amour de Moumen Smihi (dialoguiste)
- 1990 : Un week-end sur deux de Nicole Garcia
- 1991 : Sushi Sushi de Laurent Perrin
- 1992 : Un cœur en hiver de Claude Sautet
- 1992 : Les Nuits fauves de Cyril Collard
- 1993 : Archipel de Pierre Granier-Deferre
- 1994 : Le Fils préféré de Nicole Garcia
- 1995 : Le Roi de Paris de Dominique Maillet
- 1995 : Nelly et Monsieur Arnaud de Claude Sautet
- 1996 : Mémoires d'un jeune con de Patrick Aurignac
- 1998 : L'École de la chair de Benoît Jacquot
- 1998 : Place Vendôme de Nicole Garcia
- 1999 : Augustin, roi du kung-fu d'Anne Fontaine
- 2000 : Les Destinées sentimentales d'Olivier Assayas
- 2000 : Sade de Benoît Jacquot
- 2001 : Comment j'ai tué mon père d'Anne Fontaine
- 2002 : L'Adversaire de Nicole Garcia
- 2003 : Nathalie... d'Anne Fontaine
- 2005 : Une aventure de Xavier Giannoli
- 2006 : Selon Charlie de Nicole Garcia
- 2006 : La Californie de Jacques Fieschi
- 2007 : Johnny Mad Dog de Jean-Stéphane Sauvaire
- 2009 : Coco avant Chanel d'Anne Fontaine
- 2010 : Toutes les filles pleurent de Judith Godrèche
- 2010 : Un balcon sur la mer de Nicole Garcia
- 2012 : La Mémoire dans la chair de Dominique Maillet
- 2012 : Colère de Mohamed Zineddaine
- 2013 : Un beau dimanche de Nicole Garcia
- 2014 : Yves Saint Laurent de Jalil Lespert
- 2016 : Mal de pierres de Nicole Garcia
- 2017 : Le Semeur de Marine Francen
- 2018 : L'Apparition de Xavier Giannoli
- 2019 : Alien Crystal Palace d'Arielle Dombasle
- 2020 : Amants de Nicole Garcia
- 2021 : Illusions perdues de Xavier Giannoli
- 2023 : Les Secrets de la princesse de Cadignan d'Arielle Dombasle

### Acteur
- 1983 : À nos amours, de Maurice Pialat
- 1985 : Le hasard mène le jeu, court métrage de Pierre Chenal
- 1988 : Ville étrangère, de Didier Goldschmidt
- 1990 : Le Champignon des Carpathes , de Jean-Claude Biette
- 1992 : Un cœur en hiver, de Claude Sautet
- 1996 : Irma Vep, d'Olivier Assayas

### Réalisateur
- 2006 : La Californie[2]

## Publications
- L'Homme à la mer, JC Lattès, 1990
- L'Éternel Garçon, Grasset, 1995
- On ne m'a pas dit d'aimer le cinéma, Yellow Now, 2010
- Souvenirs de ma vie d’hôtel, Fayard, 2021

## Décoration
- Chevalier de l'ordre national du Mérite (14 mai 2003)

## Distinctions

### Récompenses
- César 2022 : César de la meilleure adaptation pour Illusions perdues
- Lumières 2022 : Lumières du meilleur scénario pour Illusions perdues.

### Nominations
- César 1993 : César du meilleur scénario original ou adaptation pour Un cœur en hiver
- César 1996 : César du meilleur scénario original ou adaptation pour Nelly et Monsieur Arnaud
- César 1999 : César du meilleur scénario original ou adaptation pour Place Vendôme